# Cimeira de paz na Ucrânia de junho de 2024

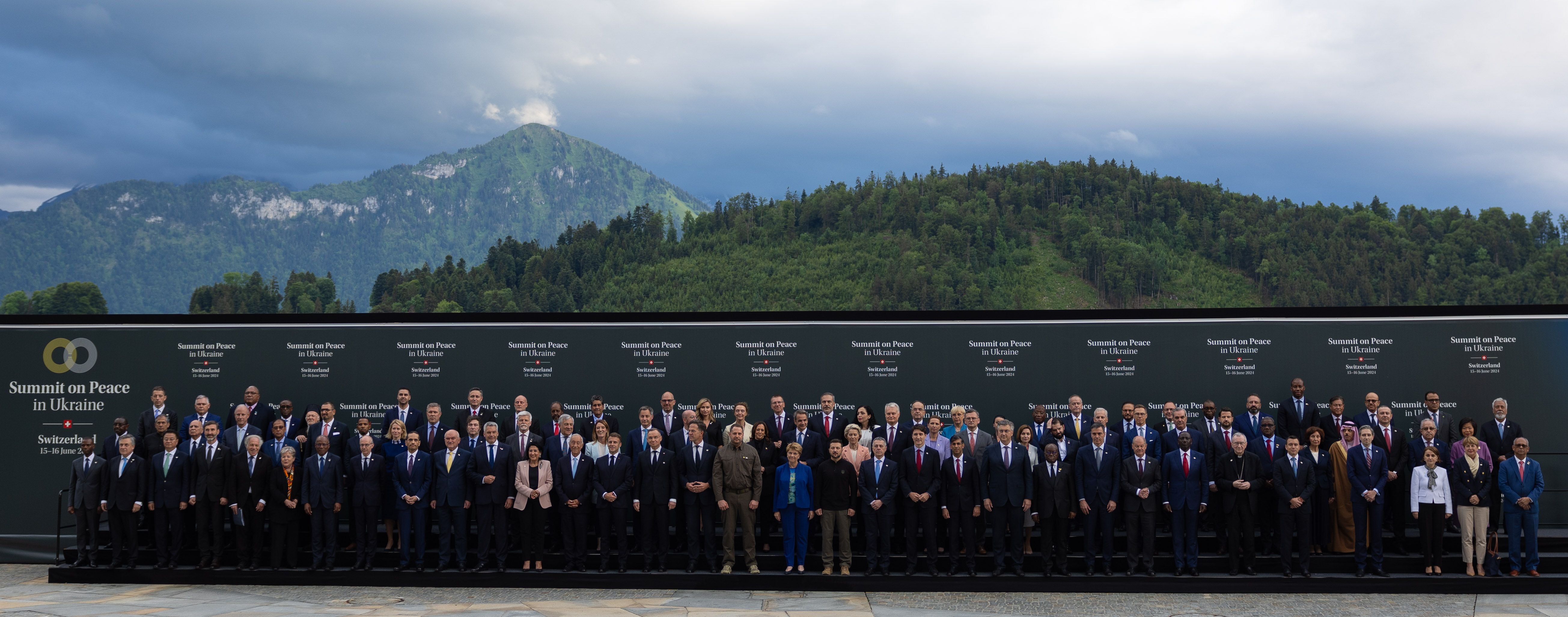
Foto de grupo dos participantes da cúpula

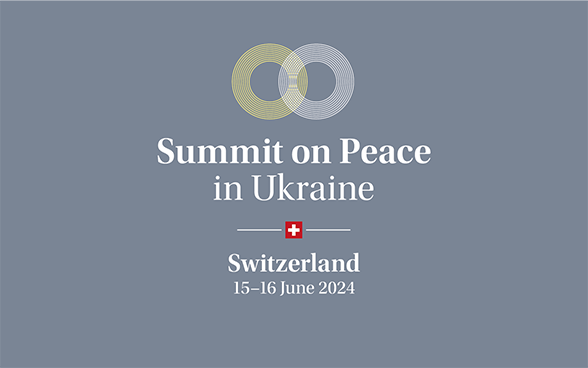
Logótipo da Cúpula pela Paz na Ucrânia, 15–16 de junho de 2024

Uma cimeira internacional de paz em relação à Guerra Russo-Ucraniana, formalmente denominada Cimeira sobre a Paz na Ucrânia, foi realizada no Bürgenstock Resort, na Suíça de 15 a 16 de junho de 2024. A conferência seguiu-se a uma série de quatro reuniões internacionais anteriores, e foi organizada pela presidente suíça Viola Amherd. Representantes de 92 nações e 8 organizações internacionais participaram da cimeira, enquanto que a Rússia não participou.
O Comunicado Conjunto sobre um Quadro de Paz tornou-se a declaração final da cúpula e foi apoiado pela maioria dos participantes. No Comunicado Conjunto, os signatários declararam que concordaram em tomar "medidas concretas... com maior envolvimento dos representantes de todas as partes" em três temas: energia e armas nucleares, segurança alimentar e prisioneiros e deportados. Os signatários concordaram que "as centrais e instalações nucleares ucranianas, incluindo a Central Nuclear de Zaporizhzhia, devem operar de forma segura e protegida sob o controlo soberano total da Ucrânia e em conformidade com os princípios da AIEA e sob a sua supervisão" e que "qualquer ameaça ou utilização de armas nucleares no contexto da guerra em curso contra a Ucrânia é inadmissível". Declararam que, para o "fornecimento de produtos alimentares ... Os ataques a navios mercantes nos portos e ao longo de toda a rota, bem como contra portos civis e infraestruturas portuárias civis, são inaceitáveis" e que "os produtos agrícolas ucranianos devem ser fornecidos de forma segura e gratuita a países terceiros interessados". Afirmaram que "todos os prisioneiros de guerra devem ser libertados" e que todas as crianças e "outros civis ucranianos que foram detidos ilegalmente devem ser devolvidos à Ucrânia". Alguns delegados não subscreveram o Comunicado Conjunto; À data de 26 de junho de 2024, 89 estados e seis organizações haviam assinado-o.